# SpVg Blau-Weiß 90 Berlin
Maillots
Le SpVg Blau-Weiß 90 Berlin e.V. est un club de football allemand, basé à Berlin, plus précisément à Berlin-Mariendorf.

## Historique
- 1890 fondation du club Berliner FC Vorwärts 1890
- 1892 fondation du club Berliner TuFC Union 1892. Union 92 Berlin gagna en 1905 le championnat d'Allemagne.
- 1927: fusion des deux clubs sous le nom SV Blau-Weiß 1890 Berlin
- 1986: 1re et seule participation à la 1. Bundesliga (saison 1986-1987)
- 1992: dépôt de bilan. Création d'un nouveau club le SV Blau Weiss Berlin e.V.
- 2015: renommage du club, qui prend le nom de SpVg Blau-Weiß 90 Berlin

## Palmarès
- Championnat d'Allemagne (1) :
  - Champion : 1905 (Union 92 Berlin).

## Anciens joueurs
- Ernst Lehner
- Karlheinz Riedle
- Ioan Kramer
- René Vandereycken